# Bandrele
Bandrele ou Bandrélé é uma comuna francesa no departamento ultramarino de Mayotte. Estende-se por uma área de 36.46 km², e possui 10.282 habitantes, segundo o censo de 2018, com uma densidade de 280 hab/km².